# Rivière La Gosseline
La rivière de La Gosseline est un cours d'eau qui coule à Haïti dans le département du Sud-Est et l'arrondissement de Jacmel. Elle est un affluent de la rivière de la Cosse qu'elle rejoint aux limites nord de la ville portuaire de Jacmel.

## Géographie
La rivière de La Gosseline prend sa source dans les contreforts de le massif de la Selle depuis le morne Berly à environ 1300 mètres d'altitude près du hameau de Pomme d'Amour. Le cours d'eau se dirige vers le Sud-Ouest avant de s'orienter rapidement vers le Sud. Elle se jette dans la rivière de la Cosse à la périphérie nord de la ville de Jacmel.
La rivière Gosseline reçoit les eaux de plusieurs affluents, notamment les eaux de la rivière Cuivre sur la rive droite et les eaux de la rivière de la Gosseline Sud sur la rive gauche en aval du morne Ti Gosseline.